# Web of Science
Web of Science (prije se zvao Web of Knowledge), internetska na pretplatama zasnovana znanstvena citatna baza podataka, odnosno citatni servis indeksiranja. Prvo ga je napravio Institute for Scientific Information (ISI), poslije ga je održavao Clarivate Analytics (koji je prije toga bio odjel Thomson Reutersa za intelektualno vlasništvo i znanstveno poslovanje)), koja omogućuje sveobuhvatno pretraživanje citata. Daje pristup višestrukim bazama podataka koje referenciraju međudisciplinarna istraživanja, što omogućuje dubinsko istraživanje specijaliziranih podpodručja unutar akademske discipline.
Pokriva ukupno 256 znanstvenih disciplina: društvena znanost, umjetnost, humanističke znanosti i dr. Vremenski pokriva izdanja od 1900. godine nadalje. Zapisa je preko 90 milijuna. Dubina zapisa su citatno indeksiranje, autor, naslov teme, ključne riječi, sažetak, naslov periodičnog izdanja, autorova adresa, godina izdanja. Format pokrića su cjeloviti članci, uvodnici, kronologije, sažetci, zbornici (žurnali i knjiškog tipa), tehnički dokumenti.
Stari Web of Knowledge bio je internetski portal koji je omogućavao pristup podatkovnim bazama Thomson Reutersa. Hrvatskim akademskim i znanstvenim ustanovama dostupne su skup citatnih baza podataka (od 1955. dalje) Web of Science (WoS), Current Contents Connect (od 1998. dalje), Journal Citation Reports (JCR) i Medline.
Web of Science Core Collection sastoji se od šest internetskih baza podataka:
- Science Citation Index Expanded pokriva više od 8 500 važnih časopisa u 150 disciplina, od 1900. do danas.
- Social Sciences Citation Index pokriva više od 3 000 žurnala u časopisa društvenih znanosti, od 1900. do danas.
- Arts & Humanities Citation Index pokriva više od 1 700 časopisa o umjetnosti i humanističkim znanosti,a od 1975. godine do danas. Uz to je pokriveno 250 najvećih znanstvenih časopisa, odnosno časopisa društvnih znanosti.
- Emerging Sources Citation Index pokriva više od 5 000 časopisa iz područja raznih znanosti, društvenih znanosti i humanističkih znanosti.
- Book Citation Index pokriva više od 60 000 urednički izabranih knjiga od 2005. godine.
- Conference Proceedings Citation Index pokriva više od 160 000 konferencijskih naslova (konferencijskih zbornika) u području znanosti od 1990. do danas.

## Vanjske poveznice
- (eng.) Web of Knowledge
- About Web of Science (eng.)
- Web of Science (eng.)
- Searching the Citation Indexes (Web of Science) Harvard College Library. 2010. (arhiv) (eng.)
- MIT Web of Science video tutorial. 2008.  (eng.)